# Tipula zeltale
Tipula zeltale är en tvåvingeart som beskrevs av Alexander 1928. Tipula zeltale ingår i släktet Tipula och familjen storharkrankar. Inga underarter finns listade i Catalogue of Life.